# 6월 28일
6월 28일은 그레고리력으로 179번째(윤년일 경우 180번째) 날에 해당한다.

## 사건
- 678년 - 교황 아가토, 79대 로마 교황으로 취임.
- 1953년 - 황진장군 2차 진주성 전투 8일차때 죽음
- 1841년 - 아돌프 샤를르 아담의 발레곡 《지젤》이 초연되다.
- 1914년 - 제1차 세계 대전: 오스트리아-헝가리 제국의 황태자 페르디난트가 사라예보에서 암살당하다.
- 1919년 - 제1차 세계 대전: 베르사유 조약이 맺어져 제1차 세계 대전이 끝나다.
- 1921년 - 자유시 참변이 일어났다.
- 1942년 - 제2차 세계 대전: 청색 작전이 시작되다.
- 1950년 - 한국 전쟁: 대한민국군이 한강 인도교를 폭파하다. 서울시가 북한 인민군에게 점령당하다.
- 1956년 - 1956년 포즈난 시위:포즈난의 6월이라고도 알려진 1956년 포즈난 시위는 폴란드 인민공화국에 대한 대규모 시위 중 첫 번째 시위였다.
- 1969년 - 스톤월 항쟁:뉴욕 그리니치 빌리지의 술집 스톤월 인을 경찰이 단속하는 과정에서 일어난 사건이다.
- 1991년 - 코메콘이 해체됐다.
- 2004년 - 이라크, 쿠르드어를 아랍어와 함께 공용어로 지정.
- 2005년 - 레드 윙스 작전이 개시되다.
- 2006년 - 몬테네그로, 유엔 가입.
- 2013년 - 야넬힐 산불:미국 야넬 지역에서 2013년 6월 28일 발생한 산불이다.

## 문화
- 1971년 - 천주교 제주지목구 설립.
- 2012년 - 쿤밍 창수이 국제공항 개항.
- 2016년 - 걸그룹 구구단이 데뷔하였다.
- 2017년 - 대한민국 최초로 대한항공이 노플라이 제도(No-Fly)를 도입.
- 2020년 - KBS1 도전! 골든벨이 이 날을 마지막으로 종영일이자 21년 만에 폐지되었다.
- 2022년 - 남자 버츄얼 그룹 싸이코드가 데뷔하였다.

## 탄생
- 1476년 - 제223대 로마의 교황 교황 바오로 4세. (~1559년)
- 1491년 - 잉글랜드의 국왕 헨리 8세. (~1547년)
- 1577년 - 독일 태생으로 17세기 바로크를 대표하는 벨기에의 화가 페테르 파울 루벤스. (~1640년)
- 1644년 - 에도 시대 전기의 다이묘로서 가이 고후 번 초대 번주 도쿠가와 쓰나시게. (~1678년)
- 1703년 - 감리교회의 창시자 존 웨슬리. (~1791년)
- 1712년 - 프랑스의 철학자 장자크 루소. (~1778년)
- 1815년 - 독일의 작곡가 로베르트 프란츠. (~1892년)
- 1824년 - 프랑스의 의사 폴 브로카. (~1880년)
- 1867년 - 이탈리아의 극작가 루이지 피란델로. (~1936년)
- 1873년 - 프랑스의 의사, 생물학자 알렉시 카렐. (~1944년)
- 1875년 - 프랑스의 수학자 앙리 르베그. (~1941년)
- 1883년 - 프랑스의 정치가 피에르 라발. (~1945년)
- 1902년 - 프랑스의 피겨 스케이팅 선수 피에르 브뤼네. (~1991년)
- 1909년 - 일본의 야구 선수 나카지마 하루야스. (~1987년)
- 1914년 - 오스트리아의 의사, 친위대 대위 아리베르트 하임. (~1992년)
- 1923년 - 대한민국의 군인 겸 정치가 김계원. (~2016년)
- 1926년 - 중화인민공화국의 교수 겸 정치인 인전. (~2000년)
- 1927년 - 미국의 과학자, 연구원 프랭크 셔우드 롤런드. (~2012년)
- 1928년 - 영국의 물리학자 존 스튜어트 벨. (~1990년)
- 1933년 - 대한민국의 금융인 이경식. (~2021년)
- 1934년 - 대한민국의 민속학자 심우성. (~2018년)
- 1935년 - 대한민국의 성우 김소원.
- 1940년 - 방글라데시의 은행가 무함마드 유누스.
- 1941년 - 일본의 축구인 가미 히사오.
- 1942년 - 대한민국의 신부 함세웅.
- 1943년 - 미국의 고인류학자, 루시의 발견자 도널드 조핸슨.
- 1944년 - 대한민국의 성우 탁재인.
- 1948년 - 미국의 배우 캐시 베이츠.
- 1949년 - 미국의 야구 선수 돈 베일러. (~2017년)
- 1950년 - 대한민국의 시인, 문학평론가 이동순.
- 1951년 - 일본의 축구인 다카다 가즈미. (~2009년)
- 1953년 - 대한민국의 배우 안인숙.
- 1955년
  - 대한민국의 가수 하춘화.
  - 대한민국의 전 야구 선수, 현 야구 코치 오종훈.
  - 미국의 바리톤 가수 토머스 햄프슨.
- 1966년
  - 대한민국의 방송인, 정치인 김연주.
  - 미국의 배우 및 영화감독 메리 스튜어트 매스터슨.
  - 미국의 배우 존 큐색.
- 1967년 - 대한민국의 기자 엄경철.
- 1969년 - 스위스의 전 축구 선수 스테판 샤퓌자.
- 1971년
  - 프랑스의 전 축구 선수 파비앵 바르테즈.
  - 미국의 배우 아일린 퀸.
  - 일본의 성우 키무라 아키코.
  - 남아프리카 공화국 출신 미국의 기업인 일론 머스크.
- 1973년
  - 대한민국의 뮤지컬 배우 홍지민.
  - 대한민국의 전 야구 선수 김형남.
- 1975년 - 대한민국의 배우 김수진. (~2013년)
- 1976년
  - 대한민국의 배우 김정현.
  - 미국의 스노보드 선수 세스 웨스콧.
  - 사우디아라비아의 축구 선수 나와프 알 테미아트.
- 1978년 - 대한민국의 배우 하지원.
- 1979년
  - 대한민국의 배우 최재웅.
  - 러시아의 역도 선수 예브게니 치기셰프.
- 1980년
  - 대한민국의 가수 하동균.
  - 일본의 전 축구 선수 다카하시 겐이치.
- 1981년
  - 대한민국의 작가 김수영.
  - 대한민국의 가수 지원이.
  - 미국의 영화감독 존 와츠.
- 1982년 - 대한민국의 배우 정겨운.
- 1983년 - 대한민국의 축구 선수 김영광.
- 1985년
  - 대한민국의 배우 오현철.
  - 대한민국의 최서후.
- 1986년 - 일본의 성우 미모리 스즈코.
- 1987년 - 대한민국의 정치인 김재섭.
- 1988년
  - 일본의 싱어송라이터 와케시마 카논.
  - 일본의 성우 콘도 유이.
  - 대한민국의 전직 축구 선수 박정훈.
  - 대한민국의 희극인 이수빈.
  - 대한민국의 축구 선수 김수진.
- 1989년
  - 대한민국의 야구 선수 김민식.
  - 미국의 육상 선수 조 코백스.
  - 대한민국의 아나운서 오보람.
- 1991년
  - 대한민국의 가수, 뮤지컬 배우 서현 (소녀시대).
  - 대한민국의 가수 강민혁 (씨엔블루).
  - 벨기에의 축구 선수 케빈 더 브라위너.
  - 대한민국의 배우 이재우.
  - 대한민국의 가수, 뮤지컬 배우 가람.
- 1992년
  - 스웨덴의 축구 선수 오스카르 힐리에마르크.
  - 대한민국의 축구 선수 정우재.
- 1993년
  - 대한민국의 배우 이태리.
  - 대한민국의 가수 정대현. (B.A.P)
- 1994년 - 대한민국의 가수 김찬호.
- 1995년
  - 대한민국의 골프 선수 김시우.
  - 대한민국의 농구 선수 안영준.
  - 일본의 야구 선수 세키네 다이키.
  - 벨기에의 축구 선수 자종 드나예.
  - 말리의 프로 축구 선수 아다마 트라오레.
- 1996년
  - 포르투갈의 축구 선수 조엘 카스트루 페레이라.
  - 크로아티아의 테니스 선수 도나 베키치.
- 1997년 - 대한민국의 탁구 선수 박재현.
- 1999년
  - 체코의 테니스 선수 마르케타 본드로우쇼바.
  - 대한민국의 가수 백지.
- 2000년 - 중화인민공화국의 양궁 선수 양샤오레이.
- 2001년 - 대한민국의 야구 선수 박형준.
- 2002년 - 김병지의 둘째아들 김산.
- 2005년 - 일본의 아이돌 야마자키 메이.
- 2006년 - 대한민국의 배우 이가연.

## 사망
- 202년 - 후한 말기의 군인 원소. (?~)
- 548년 - 비잔티움 제국의 황후 테오도라. (500년~)
- 767년 - 제93대의 교황 교황 바오로 1세. (700년~)
- 928년 - 신성 로마 제국의 황제 루도비쿠스 3세 카에쿠스. (880년~)
- 1194년 - 남송 제2대의 황제 남송 효종. (1127년~)
- 1813년 - 프로이센의 장군이자 군사이론가 게르하르트 폰 샤른호르스트. (1755년~)
- 1836년 - 미국의 제4대 대통령 제임스 매디슨. (1751년~)
- 1952년 - 미국의 정치인 월터 웰포드. (1868년~)
- 1963년 - 미국의 야구인 홈런 베이커. (1886년~)
- 1978년 - 미국의 야구인 사이 모건. (1878년~)
- 1981년 - 캐나다의 스포츠 선수 테리 폭스. (1958년~)
- 2010년 - 미국의 정치인 로버트 버드. (1917년~)
- 2019년 - 독일의 영화배우 리사 마르티네크. (1972년~)
- 2022년
  - 대한민국의 공무원 윤미량. (1959년~)
  - 튀니지의 영화배우 히쳄 로스텀.  (1947년~)
- 2024년 - 미국의 야구 선수 올랜도 세페다. (1937년~)
- 2025년
  - 미국의 조교사 D. 웨인 루커스. (1935년~)
  - 미국의 야구선수 데이브 파커. (1951년~)
  - 대한민국의 기업인 최준명. (1933년~)

## 기념일
- 타우의 날
- 철도의 날: 대한민국
- 제헌절: 우크라이나
- 가족의 날: 베트남
- 포즈난 전사자 추도일: 폴란드
- 몰도바 점령일: 1940년 소련에 의한 몰도바의 점령을 상기하고 희생자를 추모하는 날, 몰도바

## 같이 보기
- 전날: 6월 27일 다음날: 6월 29일 - 전달: 5월 28일 다음달: 7월 28일
- 음력: 6월 28일
- 모두 보기